# 吳向東 (1969年)
吴向东（1969年—），男，漢族，湖南醴陵人，中国企业家，華澤集團董事長兼華致酒行連鎖管理股份有限公司董事長，湖南湘窖酒业有限公司董事长。中国共产党党员，第十一、十二屆全國人大代表、湖南省工商聯（總商會）副主席、中國青年企業家協會常務理事。他還是中國百強企業新華聯集團的第二大股東。

## 生平
吳向東毕业于湖南大学汉语言文学专业。担任。1997年，創立金六福酒業，2005年創立華致酒行連鎖管理股份有限公司，2006年成立華澤集團。
2008年起担任全国人大代表，當選第十一届全国人民代表大会湖南地区代表；2012年，吳向東再當選十二屆全國人大代表。